# Franse marine
De Franse marine, officieel Marine nationale, is het maritieme onderdeel van de Franse krijgsmacht en is naar personeel gemeten de grootste zeemacht van West-Europa. Ze bestaat uit een compleet assortiment aan schepen, van patrouilleboten tot fregatten die kruisvluchtwapens kunnen lanceren. Ze heeft ook een nucleair aangedreven vliegdekschip en vier nucleaire onderzeeboten die ballistische raketten kunnen lanceren.
Het motto van de Franse marine is Honneur, Patrie, Valeur, Discipline (Eer, Vaderland, Moed, Discipline). Deze woorden zijn te vinden op elk schip van de marine.

## De huidige Franse marine

### Onderdelen
De Franse marine is verdeeld in vijf onderdelen:
- De Force d'Action Navale, oppervlaktevloot.
- De Forces Sous-marines, strategische nucleaire onderzeebootvloot.
- De Aviation Navale, marineluchtvaartdienst, zowel op het land als op zee gestationeerd.
- De Fusiliers marins, voor de beveiliging van maritieme installaties op het land en de Commandos marine, voor amfibische operaties, worden samen FORFUSCO genoemd.
- De Gendarmerie Navale, politietaken en kustwacht.

### Bases
De Franse marine opereert vanuit marinebasis over de hele wereld:
- Drie in Frankrijk zelf: Brest en Cherbourg-Octeville aan de Atlantische Oceaan, en Toulon aan de Middellandse Zee.
- Vijf in de Franse overzeese gebieden: Dégrad des Cannes in Frans-Guyana, Fort-de-France in Martinique, Nouméa in Nieuw-Calidonië, Papeete in Frans-Polynesië en de haven van La Réunion.
- Sinds 2009 is er ook een buitenlandse marinebasis in de Haven van Zayed in Abu Dhabi.

### Vloot
De Franse marine opereert met moderne schepen van alle typen:
- Charles de Gaulle: vliegdekschip en het vlaggenschip – 40 600 ton; in 2001 in dienst genomen. Het kan met veertig vliegtuigen en helikopters opereren, en is bewapend met Aster 15- en Mistral-luchtdoelraketten. Volgens de Franse doctrine moet de marine twee vliegdekschepen in dienst hebben. Oorspronkelijk was het plan een conventioneel aangedreven vliegdekschip naar het ontwerp van de Britse Queen Elizabethklasse te bouwen, maar financiële problemen zorgden ervoor dat dit plan in 2013 geschrapt werd.
- Mistralklasse-landing-helikopter-dok (LHD) – 3 schepen van 21 300 ton; tussen 2005 en 2012 in dienst genomen. Deze schepen hebben een vliegdek waar zes helikopters op kunnen landen. Daaronder hebben ze een dok om amfibische landingen uit te voeren. Daarin is plaats voor twee EDAR-landingsvaartuigen die tot 80 ton aan land kunnen brengen, en vier CTM-landingsvaartuigen die tot 90 ton aan land kunnen brengen.
- Le Triomphantklasse-strategische kernonderzeeër – 4 boten van 12 685 ton; tussen 1997 en 2010 in dienst genomen. Ze hebben zestien lanceercellen voor M45- en M51-ballistische raketten met kernkoppen. Ze maken deel uit van de Force de frappe, de nucleaire afschrikkingsmacht.
- Horizonklasse-fregat 1e rang – 2 schepen van ca. 6600 ton die in 2007 en 2009 in dienst werden genomen. Ze zijn bewapend met 48 Aster-luchtdoelraketten. Met wat men in Frankrijk een "fregat van de eerste rang" noemt, wordt elders een torpedobootjager verstaan. De Horizonklasse werd in samenwerking met Italië ontworpen. De Italiaanse marine heeft er ook twee.
- Aquitaineklasse-fregat 1e rang – 2 van uiteindelijk 8 schepen van 6000 ton. Het eerste werd in 2015 in dienst genomen. Ze zijn bewapend met 32 Aster-luchtdoelraketten en 16 MdCN-kruisraketten. Het is de Franse versie van de FREMM-klasse, die eveneens samen met Italië werd ontworpen.
- Cassardklasse-fregat 1e rang – 2 schepen van 4950 ton; in 1988 en 1991 in dienst genomen. Ze zijn bewapend met Amerikaanse RIM 66 Standard-luchtdoelraketten. Het is de bedoeling ze te vervangen door de Aquitaineklasse.
- Georges Leyguesklasse-fregat 1e rang – 5 van oorspronkelijk 7 schepen van 4830 ton; tussen 1979 en 1990 in dienst genomen. Ze zijn bewapend met Crotale-luchtdoelraketten. Een derde schip wordt in de loop van 2017 uit dienst genomen. Ook deze worden vervangen door de Aquitaineklasse.
- La Fayetteklasse-middelgroot fregat 1e rang – 5 schepen van 3200 ton; tussen 1996 en 2001 in dienst genomen. Het waren toen de eerste fregatten waarop stealth was toegepast. Ze zijn eveneens bewapend met Crotale-luchtdoelraketten.
- Floréalklasse-fregat 2e rang – 6 schepen van 2950 ton; tussen 1992 en 1994 in dienst genomen. Ze zijn alle gestationeerd in de Franse overzeese gebieden.
- Rubisklasse-aanvalskernonderzeeër – 6 boten van 2385 ton; tussen 1983 en 1993 in dienst genomen. Ze zijn bewapend met vier 533 mm-torpedobuizen en twee Exocet-antischipraketten.
- L'Adroit: zeepatrouilleschip van 1450 ton uit de Gowindklasse; in 2012 in dienst genomen. De marine huurt dit schip van constructeur DCNS.
- Champlainklasse-middelgroot landingsschip – 1 van oorspronkelijk 5 schepen van 1330 ton; van 1974 tot 1987 in dienst genomen.
- D'Estienne d'Orvesklasse-zeepatrouilleschip – 9 van oorspronkelijk 17 schepen van ca. 1100 ton; tussen 1976 en 1984 in dienst genomen. Zes zijn in 2000-2 verkocht aan de Turkse marine.
- Le Malin: patrouilleboot van 1000 ton; sinds 2007 in dienst; heeft haar thuishaven in Toulon. In Noorwegen gebouwd als vissersboot, werd de boot nabij de Kerguelen onder Hondurese vlag in beslag genomen wegens illegale visserij en vervolgens overgenomen door de Franse marine.
- Arago: patrouilleboot – 830 ton; sinds in 1991 in dienst; heeft haar thuishaven in Papeete (Tahiti).
- Fulmar: patrouilleboot van 550 ton; sinds 1997 in dienst; heeft haar thuishaven in Saint-Pierre en Miquelon, vlak bij Canada. Ook dit schip was oorspronkelijk een vissersboot.
- La Confianceklasse-zeepatrouilleschip – 1 van uiteindelijk 2 schepen van 700 ton (beladen). Het eerste werd in 2017 in dienst genomen. Ze hebben beide hun thuishaven in Guyana.
- Eridanklasse-mijnenveger – 11 van oorspronkelijk 13 schepen van 560 ton; sinds 1981 in dienst. Deze klasse werd gezamenlijk met België en Nederland ontworpen, en doet ook dienst bij de Belgische marine en de Nederlandse marine. Drie van de Franse schepen zijn overgenomen van België.
- Vulcainklasse-mijnenjager – 4 boten van 409 ton; in 1986 en 1987 in dienst genomen.
- P400-klasse-patrouilleschip – 4 van oorspronkelijk 10 schepen van 373 ton. Het eerste kwam in 1986 in dienst. Ze worden vervangen door de d'Estienne d'Orvesklasse. Twee zijn inmiddels verkocht. De meeste waren gestationeerd in de Franse overzeese gebieden.
- OPV 54-klasse-patrouilleschip – 3 schepen van 315 ton; alle in 1997 in dienst genomen.
- Antarèsklasse-mijnenjager – 3 boten van 250 ton; in 1993 en 1994 in dienst genomen. Ze zijn uitgerust met twee sonars om zeemijnen op te sporen.

Verder is er een scala aan ondersteunings- en onderzoeksschepen, waaronder:
- Monge: raketvolgschip van 17.760 ton; in 1992 in dienst genomen. Het werd gebouwd om de ballistische raketten van de strategische onderzeeërs te volgen. Er worden ook Ariane-raketten met gevolgd.
- Duranceklasse-bevoorradingsschip – 3 van oorspronkelijk 5 schepen van 7600 ton; tussen 1977 en 1990 in dienst genomen. Het eerste werd in 1999 aan de Argentijnse marine verkocht. Het tweede werd in 2015 uit dienst genomen.
- Pourquoi pas ?: onderzoeksschip van 6600 ton; in gebruik sinds 2005. Het is in gedeeld eigendom met het maritiem onderzoeksinstituut IFREMER, en doet hydrografisch, oceanografisch en geowetenschappelijk onderzoek. Daarnaast is het uitgerust om onderzeeërs in nood ter hulp te schieten.
- Dupuy-de-Lôme: inlichtingenschip van 3100 ton; in 2006 in dienst genomen. Het is gebouwd om elektronische signalen te onderscheppen.
- D'Entrecasteauxklasse – 3 van uiteindelijk 4 schepen van 2300 ton; in 2016-17 in dienst genomen.
- Beautemps-Beaupré: onderzoeksschip van 2125 ton; sedert 2003 in dienst; heeft zijn thuishaven in Brest. Met twee afwisselende bemanningen aangevuld met wetenschappers is het schip 300 dagen per jaar op zee om hydrografisch en oceanografisch onderzoek te doen.
- Alizé: ondersteuningsschip voor de marineduikers – 1100 ton; in 2005 in dienst genomen; heeft zijn thuishaven in Cherbourg.
- Thétis: onderzoeksschip van 900 ton; in 1988 in dienst genomen. Het doet onderzoek naar opsporingsmethoden voor zeemijnen.
- Lapérouseklasse-onderzoeksschip – 5 schepen van 830-900 ton; van 1988 tot 1991 in dienst genomen. Drie doen hydrografisch onderzoek en één doet onderzoek naar opsporingsmethoden voor zeemijnen. De eerder genoemde Arago doet in Tahiti dienst als patrouilleschip.

Sommige ondersteuningsschepen worden door de marine gehuurd of gechartered, zoals:
- Jason: kustsleepboot – 2310 ton; in 2005 in Singapore gebouwd en sinds 2009 gehuurd voor inzet aan de Mediterrane kust. Het kan onder meer olievlekken opruimen.
- Abeille Flandre: reddingssleepboot – 2220 ton; in Noorwegen gebouwd en sinds 1979 in gebruik.
- Argonaute: kustsleepboot van 2100 ton; in Roemenië gebouwd en sinds 2004 gehuurd voor inzet aan de Atlantische kust. Het kan onder meer olievlekken ruimen en heeft een waterkanon om branden te blussen.

Er zijn ook motor- en zeilschepen om cadetten op te leiden, waaronder:
- Léopardklasse-opleidingsschip – 8 schepen van 335 ton; in 1982-83 in dienst genomen. Ze hebben plaats voor achttien cadetten.
- Étoile en Belle Poule: topzeilschoeners – ca. 225 ton; in 1932 tewatergelaten; hebben hun thuishaven in Brest.

De Franse marineluchtvaartdienst telt circa 6800 manschappen en omvat circa 200 toestellen:
- 43 Dassault Rafale M-gevechtsvliegtuigen voor het vliegdekschip Charles De Gaulle. Ze vervingen de Dassault Étendard IV, Dassault Super-Étendard en de oude Amerikaanse F-8 Crusader.
- 23 Breguet Atlantic-zeepatrouillevliegtuigen.
- 20 Westland Lynx-helikopters voor onderzeebootbestrijding vanaf de fregatten.
- 17 Caïman Marine (NH90) voor onderzeebootbestrijding, reddingsoperaties en transport vanaf de fregatten.
- 16 Eurocopter Panther AS.565SA-antischipversie voor gebruik met het vliegdekschip en de fregatten.
- 13 lichte Aérospatiale Alouette III-transporthelikopters. Ze werden vroeger ook voor onderzeebootbestrijding en als reddingshelikopter ingezet.
- 11 Embraer EMB-121 Xingu-lesvliegtuigen voor de transportvliegtuigen.
- 9 Socata Rallye-basislesvliegtuigjes.
- 7 Mudry Cap 10-basislesvliegtuigjes.
- 8 Dassault Falcon 50 M-verkenningsvliegtuigen.
- 8 Eurocopter Dauphin SA-365F en -N-reddingshelikopters. Drie opereren als boordreddingshelikopter van het vliegdekschip.
- 6 Dassault Falcon 10-zeeverkennings- en lesvliegtuigen.
- 5 Dassault Falcon 200-verkenningsvliegtuigen.
- 3 Northrop Grumman E-2C Hawkeye AWACS-vliegtuigen. Ze werden tussen 1998 en 2004 aangekocht, en kunnen eveneens vanop vliegdekschepen opereren.

## Geschiedenis
De Franse marine werd ook wel La Royale genoemd. De reden daarvoor is niet bekend. Het kan zijn vanwege de connectie met de Franse monarchie, of het was vanwege de locatie van het hoofdkwartier: Rue Royale in Parijs. De marine gebruikte de koninklijke titels niet zoals andere Europese marines, zoals de Britse Royal Navy, deden door scheepsnamen met HMS te beginnen (His/Her Majesty's Ship). Daarentegen begonnen de scheepsnamen met het passend lidwoord "Le" of "La".

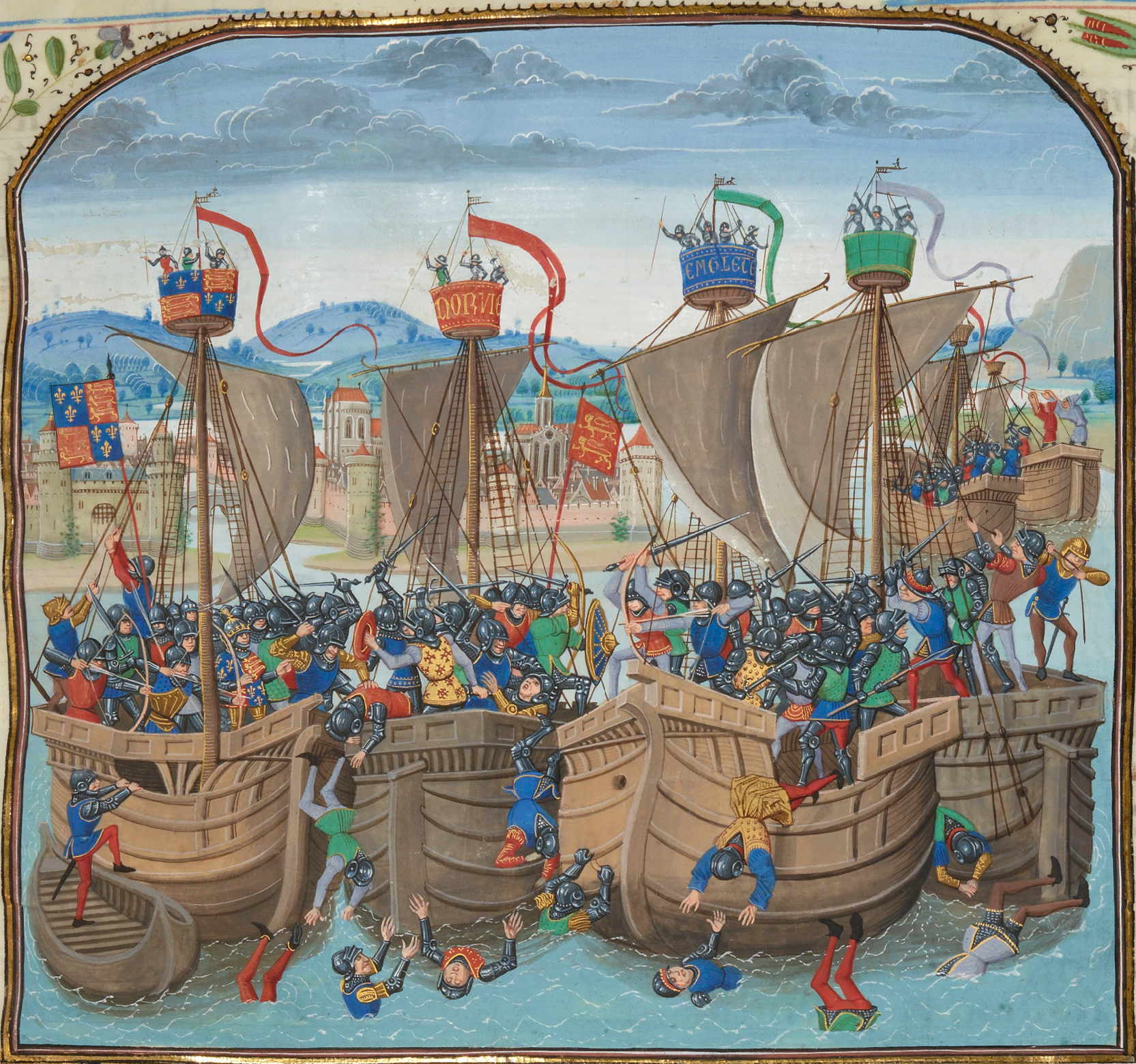
Een miniatuur van de Slag bij Sluis uit de Kronieken van Jean Froissart.

### Middeleeuwen
De geschiedenis van de Franse marine gaat terug tot de Middeleeuwen, toen zij werd verslagen door de Engelsen bij Slag bij Sluis en zij met de hulp van Castiliëde de Engelsen versloeg bij La Rochelle.
De marine werd een samenhangend instrument van macht rond de 17e eeuw onder Lodewijk XIV. Onder toezicht van de "Zonnekoning" was de Franse marine goed gefinancierd en uitgerust. Ze behaalden vele vroege successen in de Negenjarige Oorlog tegen de Royal Navy en de Nederlandse marine. Financiële problemen echter dwongen de marine terug naar de haven waardoor de Engelsen en Nederlanders het initiatief terugkregen. Vóór de Negenjarige Oorlog, in de Nederlands-Franse Oorlog, wist zij een belangrijke zege te behalen op een gecombineerde Spaans-Nederlandse vloot bij de Slag bij Palermo (1676).

### 18e eeuw
De achttiende eeuw zag het begin van de dominantie van de Royal Navy, die een aantal grote overwinningen behaalde op de Fransen. Toch bleven de Fransen successen behalen, zoals in de Atlantische campagnes, geleid door Picquet de la Motte. In 1766 leidde de Bougainville de eerste Franse tocht rond de wereld.
Tijdens de Amerikaanse Onafhankelijkheidsoorlog vervulde de Franse marine een beslissende rol door de Amerikanen te steunen. De Franse marine was de grootste zeemacht die de Britten bevocht, met de hulp van de Continentale en Amerikaanse staatsmarines en Amerikaanse kapers. Een indrukwekkende prestatie was dat de Fransen, onder de Grasse, een Engelse vloot versloegen bij de Slag bij Chesapeake in 1781, waardoor de Frans-Amerikaanse troepen de Slag bij Yorktown, die ook gaande was, wonnen.
In India leidde Suffren indrukwekkende campagnes tegen de Britten (1770-1780) waardoor ze het overwicht kregen tegen viceadmiraal Sir Edward Hughes.
De Franse Revolutie betekende de dood van vele nobele zeelieden, waaronder Charles d'Estaing. Pogingen om de marine onder Napoleon Bonaparte tot een sterke strijdmacht te maken, werden tenietgedaan door de dood van Latouche Tréville en de Slag bij Trafalgar in 1805, waarbij de Britten een gecombineerde Frans-Spaanse vloot vernietigden. Hierdoor was de volledige dominantie van de Britten gegarandeerd tot de Tweede Wereldoorlog.
De enige Franse zege onder Napoleon tegen de Britten was de Slag bij Grand Port nabij Mauritius, gewonnen door admiraal Duperré.

### 19e-eeuwse wederopstanding

#### Technische innovaties
In de negentiende eeuw krabbelde de marine weer op en werd ze naar grootte de tweede zeemacht van de wereld, na de Britse Royal Navy. De marine voerde een succesvolle blokkade van Mexico uit tijdens de Gebakoorlog van 1884, en vaagde de Chinese marine weg in de Slag bij Fuzhou. Ze diende ook als perfecte verbinding binnen het steeds groter wordende Franse Rijk. De Franse marine, gretig om de strijd met de Britten aan te gaan, nam een leidende rol in verschillende velden van de ontwikkeling van oorlogsschepen met de introductie van nieuwe technologieën.
- Frankrijk leidde de ontwikkeling van kanonnen met granaten in plaats van bolvormige kogels, uitgevonden door Henri-Joseph Paixhans.
- Le Napoléon was het eerste door stoom voortgestuwde slagschip in de geschiedenis in 1850.
- La Gloire de eerste zeegaande ironclad in 1853.
- In 1863 liet de Franse marine de Plongeur te water; 's werelds eerste mechanisch voortgestuwde onderzeeboot.
- In 1876 was Le Redoutable 's werelds eerste oorlogsschip met een volledig stalen romp.

De Franse marine werd ook een fervent voorstander van de Jeune École-doctrine, wat vroeg om kleine, maar sterke oorlogsschepen met krachtige kanonnen, om zo tegen de Britse vloot op te kunnen.
Die conceptuele en technologische voorsprong bleek aantrekkelijk voor het industrialiserende Japan. De Franse ingenieur Emile Bertin werd uitgenodigd voor vier jaar, om een compleet nieuwe vloot voor de Keizerlijke Japanse Marine te ontwerpen, wat leidde tot haar succes in de Eerste Chinees-Japanse Oorlog in 1894.

### 20e eeuw
De marine ging door met baanbrekende innovaties, en deed het goed tijdens de Eerste Wereldoorlog.

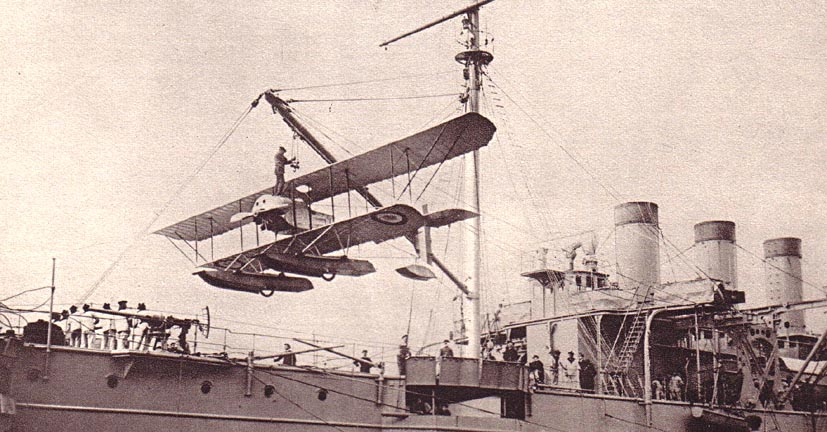
Een Caudron Type J-watervliegtuig wordt aan boord van La Foudre geladen in 1914.

#### Het eerste vliegdekschip
De uitvinding van het watervliegtuig in 1910, met de Franse Le Canard, leidde tot de eerste ontwikkelingen voor een schip dat vliegtuigen mee kon nemen die uitgerust waren met drijvers. In 1911 kwam de eerste watervliegtuigdrager in Franse dienst, de La Foudre. Ze vervoerde vliegtuigen met drijvers in hangars onder het hoofddek, vanwaar ze met een kraan te water werden gelaten. La Foudre werd verder aangepast in november 1913 met een vlak dek van 10 meter voor het lanceren van vliegtuigen.

#### Vlootopbouw tussen de Wereldoorlogen
Elke zeevloot bestaat uit een scala aan schepen van verschillende groottes en geen enkele vloot heeft de middelen om elk schip het beste te maken in zijn klasse. Desondanks streven verschillende landen ernaar om in een bepaalde klasse uit te blinken. Tijdens het interbellum was de Franse vloot opzienbarend door het bouwen van kleine aantallen schepen die "over the top" waren, in vergelijking tot andere vloten.
De Fransen besloten bijvoorbeeld "supertorpedobootjagers" te bouwen, die tijdens de Tweede Wereldoorlog voor lichte kruisers werden gehouden. De Le Fantasqueklasse is nog altijd 's werelds snelste torpedobootjagerklasse. De Surcouf-onderzeeboot was de grootste en sterkste van zijn tijd.
De Fransen wilden of konden echter niet in elke klasse het beste schip hebben. Toen de Duitsers kwamen met de zogenaamde "vestzakslagschepen", antwoordden de Fransen met een klasse van twee schepen van de Dunkerqueklasse, met kanonnen van 330 mm die net sterk genoeg waren om de Duitse schepen uit te schakelen, maar ook niet meer dan dat.

#### Tweede Wereldoorlog

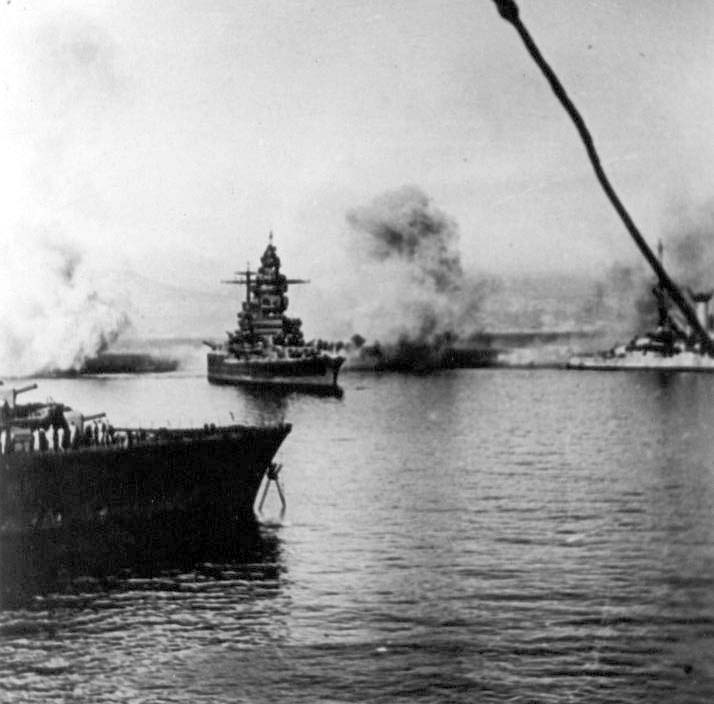
Operatie Catapult: De Britse Royal Navy vernietigt de Franse vloot bij Mers-el-Kébir in Algerije.

Aan het begin van de oorlog participeerde de Franse marine in een aantal operaties tegen de asmogendheden, door te patrouilleren op de Atlantische Oceaan en het bombarderen van Genua. De Franse overgave veranderde dit drastisch: de Franse vloot trok zich onmiddellijk terug uit de gevechten.
De Britten zagen de Franse vloot nog altijd als potentieel gevaarlijk. De Fransen konden namelijk de kant van Duitsland kiezen, of, waarschijnlijker, de Duitse Kriegsmarine zou ze in handen krijgen. Het was essentieel dat ze buiten dienst gesteld werden. Enkele schepen lagen in havens die door de Britten gecontroleerd werden in Engeland of Egypte, en deze werden overtuigd dat ze zich aan moesten sluiten bij de geallieerden als Vrije Franse schepen of werden ontmanteld.
Het merendeel van de vloot echter, lag in Dakar of Mers-el-Kébir. De Royal Navy stelde een ultimatum, maar toen onderhandelingen onmogelijk bleken openden ze het vuur en kelderden en beschadigden een groot deel van de Franse vloot (Operation Catapult) op 3 juli 1940. Dit resulteerde in verzuurde Engels-Franse relaties, die de hele oorlog en ook erna zouden blijven bestaan.
In november 1942 trokken de geallieerden Frans Noord-Afrika binnen. Als tegenactie bezetten de Duitsers Vichy-Frankrijk (Operatie Anton), inclusief de Franse marinebasis Toulon, waar het grootste deel van de overgebleven Franse vloot lag. Dit was een belangrijk Duits doel. Troepen onder SS-commando kregen opdracht om ze te veroveren (Operatie Lila). De Franse marineleiding was verdeeld over hun reactie. Admiraal Jean de Laborde, commandant van de Forces de Haute Mer, pleitte ervoor om uit te varen en de geallieerde invasievloot te onderscheppen, terwijl anderen, zoals admiraal Gabriel Auphan, voorstander waren voor aansluiting bij de geallieerden. Op enkele oorlogsschepen ontstond een spontane demonstratie voor het aansluiten bij de geallieerden met de leus "Vive de Gaulle! Appareillage!"
De orders van de Franse commandanten om de schepen te verwoesten in het geval de Duitsers ze wilden overnemen werd versterkt, en dit gebeurde ook, ondanks de aanwezigheid van Duitse troepen. Geen enkel schip dat werd buitgemaakt kon gerepareerd worden. Enkele schepen, waarvan de onderzeeboot Casabianca (Q183) bij de belangrijkste was, vluchtten uit Toulon en sloten zich aan bij de geallieerden.
Als gevolg hiervan sloten steeds meer Fransen zich aan bij de geallieerden, inclusief schepen uit Egypte. Franse schepen ondersteunden de landingen in Zuid-Frankrijk (Operatie Dragoon) en Normandië (Operatie Neptune). Na de Duitse capitulatie in Europa werden schepen naar het oosten gestuurd om deel te nemen aan de oorlog tegen Japan, en om Frans-Indochina opnieuw in bezit te nemen. De Franse vloot aldaar was immers verloren gegaan bij de Japanse inval, of als gevolg daarvan door de Amerikanen vernietigd. Kort na de oorlog brak daar de Eerste Indochinese Oorlog uit, een van de eerste conflicten tussen westerse en Sovjetbondgenoten in de Koude Oorlog. Deze oorlog eindigde met een Franse nederlaag en terugtrekking. Zowel de oppervlaktevloot als de vliegtuigen van de marine waren veelvuldig ingezet, en de marine was ook cruciaal voor de logistiek. Zo'n duizend manschappen van de marine waren gesneuveld.

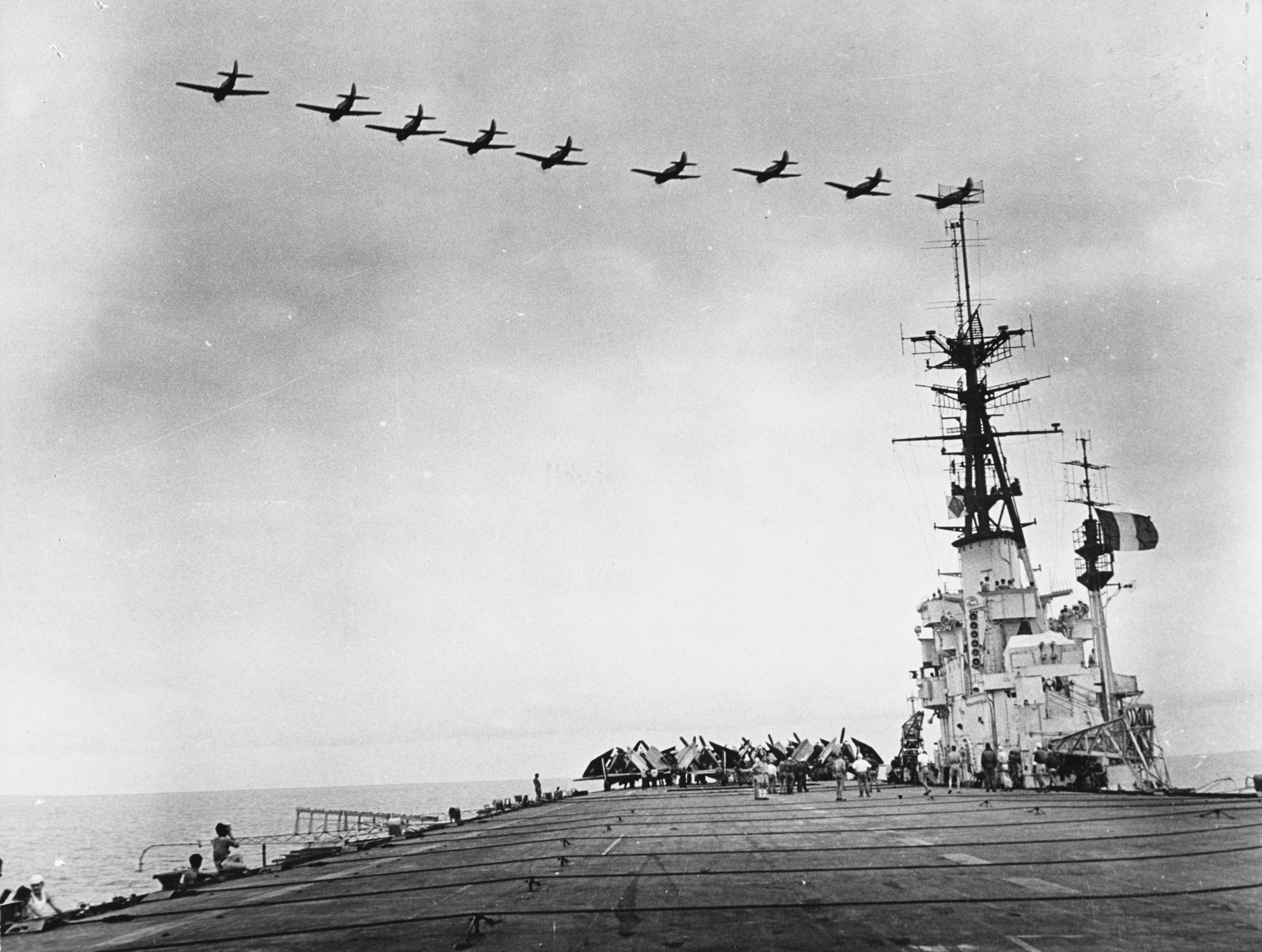
SB2C-5 Helldivers van de Aéronavale boven het vliegdekschip Arromanches in de Golf van Tonkin in 1953.

#### Heropbouw
De oorlog had de Franse marine 8000 manschappen en 117 marineschepen gekost. Ook waren 650 handelsschepen met 3000 man verloren gegaan. Er waren nog 306 schepen over, hetzij verouderd of in slechte staat. 203 ervan had men van de Verenigde Staten gekregen onder de Leen- en Pachtwet uit 1941. In 1946 kreeg men de Britse vliegdekschepen HMS Colossus, dat tot Arromanches werd hernoemd, en HMS Biter, dat de Dixmude werd. Eerst wilde men een nieuwe vloot opbouwen rond dertien vliegdekschepen en vier slagschepen. Gezien de oorlog tegen communisten in Indochina kreeg Frankrijk enorme materiële steun in het kader van het Mutual Defense Aid Program. Men krijgt onder meer de vliegdekschepen USS Langley (hernoemd tot La Fayette) en USS Belleau Wood (hernoemd tot Bois-Belleau). Die opereerden toen met TBF Avenger, SB2C Helldiver en F6F Hellcat-propellorgevechtsvliegtuigen en later A-7 Corsair-straaljagers. In 1951 begint men ook terug zelf schepen te bouwen. Er werden escorteschepen van de T 47-klasse en de T 53-klasse gebouwd, en de vliegdekschepen Clemenceau en Foch werden op stapel gezet.

#### Dekolonisatie
Nauwelijks was men terug uit Indochina, of ook in Algerije brak een onafhankelijkheidsoorlog uit. De marine speelde een belangrijke rol door de aanvoer van wapens voor de rebellen over zee af te snijden, en door het inzetten van de marineluchtvaartdienst. In 1956 namen de vliegdekschepen Arromanches en La Fayette, het slagschip Jean Bart en vier kruisers deel aan de aanval op de Egyptische havenstad Port Fouad in het kader van de Suezcrisis. In 1961 namen de Arromanches, de kruiser Colbert en twee escorte's deel aan de bezetting van de Tunesische stad Bizerte. Frankrijk wilde na de onafhankelijkheid van Tunesië de strategische marinebasis aldaar in handen houden. In 1963 werd deze basis alsnog verlaten, in 1968 gevolgd door de basis in Mers-el-Kébir in Algerije. Nog in 1963 werd de T 53-torpedobootjager Tartu naar Brazilië gezonden om Franse vissers te beschermen gedurende de zogenaamde Kreeftoorlog, wat echter door de Braziliaanse marine werd belet.

#### Nucleaire afschrikking

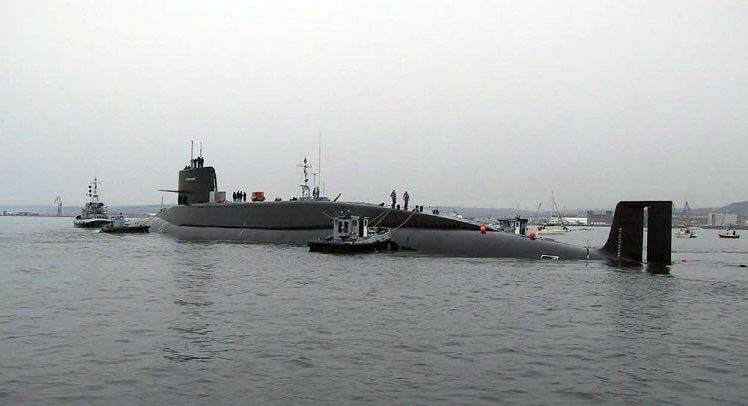
Le Redoutable was in 1971 Frankrijks eerste onderzeeër met ballistische raketten. Hij werd in 1991 uit dienst genomen en later omgebouwd tot museumschip te bezichtigen in Cherbourg-Octeville.

Ondanks dat Frankrijk geen grootmacht meer was – onder internationale druk had men zich moeten terugtrekken uit de Suezcrisis – wilde het land niet gaan afhangen van de Verenigde Staten. Daarom werden midden jaren 1960 kosten noch moeite gespaard om eigen kernwapens te ontwikkelen met bommenwerpers, onderzeeërs en raketten om ze in te zetten: de nucleaire afschrikkingsmacht. De marine vervulde een belangrijke rol bij de kernproeven in Frans-Polynesië, en opereert tot op de dag van vandaag met onderzeeërs met kernraketten aan boord. Eerst waren dat zes boten van de Le Redoutableklasse, waarvan de eerste in 1971 in dienst werd genomen. Ze werden inmiddels vervangen door vier grotere boten van de Le Triomphantklasse, met de eerste in dienst in 1997. Dit waren de duurste onderzeeërs ter wereld, met een kostprijs van meer dan drie miljard euro per stuk. Er is er altijd minstens één op zee om te allen tijde een vergeldingskernaanval te kunnen lanceren. De Franse president is de enige die het gebruik van de kernwapens kan bevelen.

#### Afslanking
Met het einde van de Koude Oorlog na het uiteenvallen van de Sovjet-Unie had Frankrijk geen vijanden meer in Europa. Net als de andere NAVO-landen, ging men flink besparen op defensie. In 1989 werd de kiel van een nieuw vliegdekschip gelegd: de Charles de Gaulle. Dit is tot op heden het enige Europese vliegdekschip met kernaandrijving. Vanwege allerlei problemen met dit schip wilde men een tweede vliegdekschip bouwen van de Britse Queen Elizabethklasse, maar daar is men om budgettaire redenen op teruggekomen.

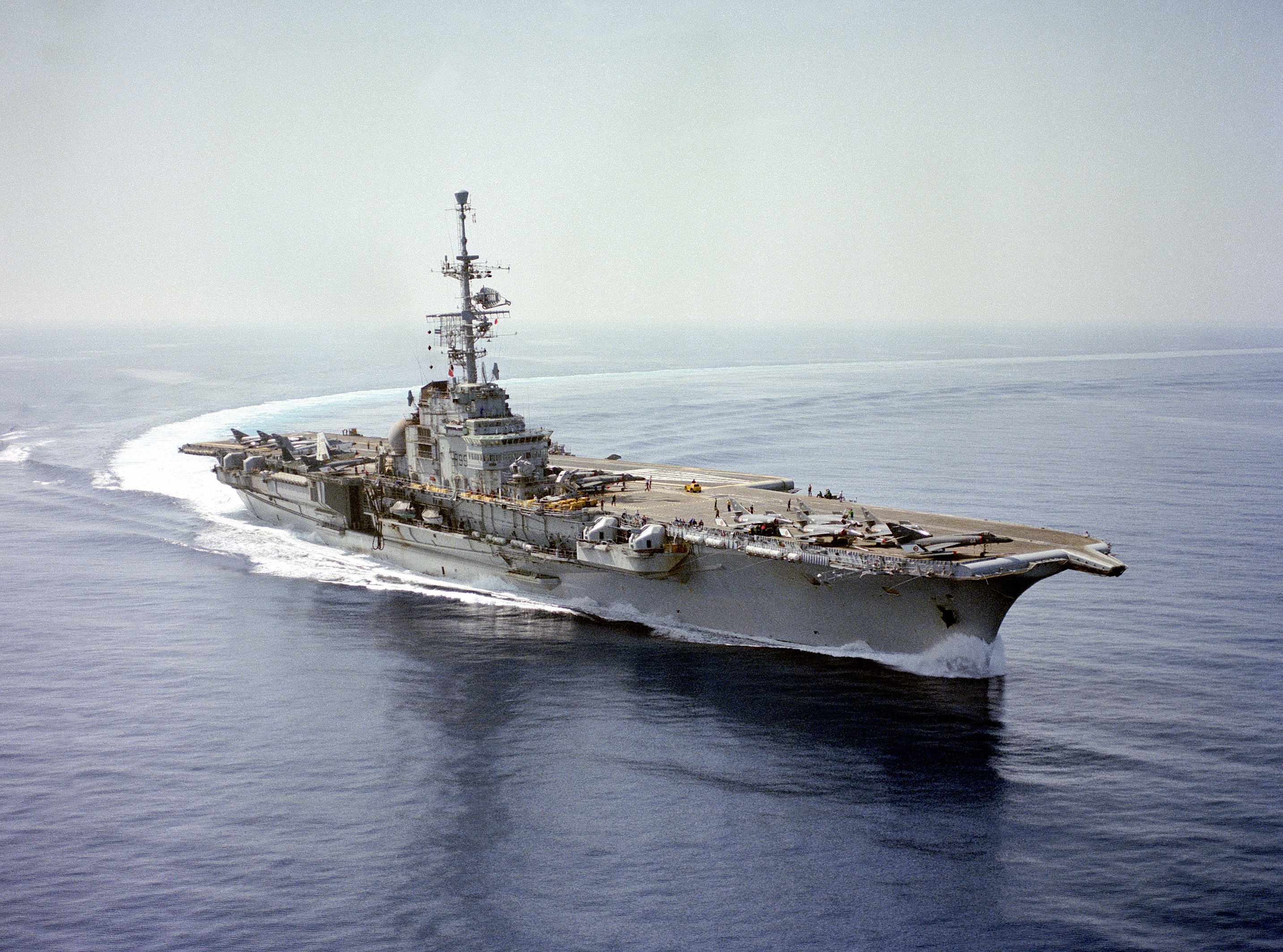
De Foch op oefening in 1983.

#### Joegoslavië
Bij operaties in deze periode speelde de marineluchtvaartdienst telkens een grote rol. Tijdens de Bosnische Burgeroorlog dekten vliegtuigen van de Clemenceau en de Foch de Franse elementen van de UNPROFOR-vredesmacht. In 1994 werd een Dassault Étendard IV boven Bosnië en Herzegovina geraakt door een luchtdoelraket, maar slaagde er in terug te keren naar de Clemenceau. In 1999 namen vliegtuigen van de Foch deel aan de NAVO-bombardementen op Joegoslavië.

### 21e eeuw

#### Modernisering
Begin 21e eeuw werd de vloot gehergroepeerd in Brest en Toulon. De Indische Oceaan werd een belangrijk operatiegebied. In 2009 werd voor het eerst sinds de dekolonisatie weer een buitenlandse basis gebouwd, in de Verenigde Arabische Emiraten. In 2004 deed de Dassault Rafale zijn intrede bij de marineluchtvaartdienst. Dit toestel was de vervanger van de oude F-8 Crusaders en Étendards. Ook werd de La Fayetteklasse, het eerste stealthfregat, ontwikkeld. Daarna werd samengewerkt met Italië aan zwaardere fregatten van de Horizonklasse en de FREMM-klasse. Er werden ook drie Mistralklasse-landingsschepen met helikopterdek gebouwd.

#### Afghanistan

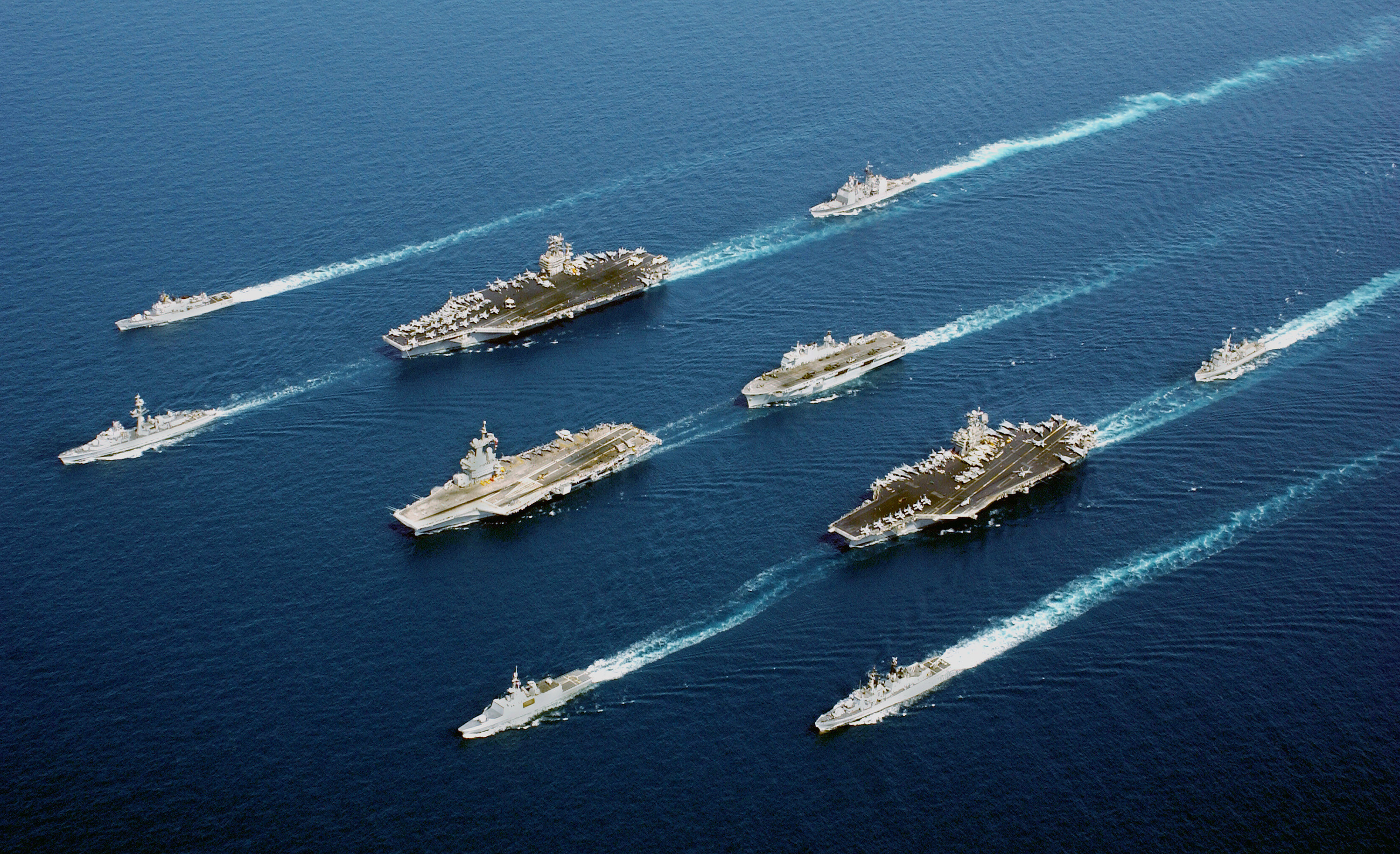
Een vloot met schepen uit de VS, Frankrijk, het VK, Italië en Nederland onderweg in de Omaanse Zee tijdens Operatie Enduring Freedom.

In 2001 kreeg de net in dienst gekomen Charles de Gaulle zijn vuurdoop in de Afghaanse Oorlog. De task force bestond voorts uit drie fregatten, een aanvalsonderzeeër, zestien Super-Étendards, twee Rafales en een E-2C-radarvliegtuig. Een paar maanden later werd de groep geïntegreerd in een internationale marinegroep. Die omvatte ook de Amerikaanse vliegdekschepen USS Theodore Roosevelt en USS John C. Stennis en het Italiaanse vliegdekschip Giuseppe Garibaldi; tezamen meer dan honderd schepen. Boven Afghanistan werden verkenningsvluchten gevlogen en bombardementen uitgevoerd. In 2010 stortte een Rafale neer in Pakistan na een technisch probleem.

#### Libië
In 2011 werd de Franse marine ook ingezet in de grootschalige Franse Opération Harmattan tegen Libië, naast operaties van andere NAVO-landen. De Charles de Gaulle werd met escorte's naar de Libische kust gestuurd. Aan boord waren eerst acht, later tien Rafale's, zes Super-Étendards, twee E-2C's en vijf helikopters. Ze waren bij de eerste om verkenningsvluchten te vliegen en bombardementen uit te voeren.